# Steve Ovett
Steve Ovett OBE (eigentlich: Stephen Michael John Ovett; * 9. Oktober 1955 in Brighton) ist ein ehemaliger britischer Mittel- und Langstreckenläufer, der im 800-Meter-Lauf Olympiasieger wurde. Zusammen mit seinen Landsleuten Sebastian Coe und Steve Cram war er einer der dominierenden Mittelstreckenläufer der 1980er-Jahre.

## Leben
Bei den Europameisterschaften 1974 in Rom gewann er Silber über 800 Meter. Zwei Jahre später, bei den Olympischen Spielen 1976 in Montreal, wurde er Fünfter über 800 Meter und kam über 1500 Meter ins Halbfinale. Bei den Europameisterschaften 1978 in Prag gewann er Silber über 800 und Gold über 1500 Meter. Im gleichen Jahr wurde er zur BBC Sports Personality of the Year, zum Sportler des Jahres in Großbritannien, gewählt.
In den darauffolgenden Jahren war er der große Konkurrent seines Landsmannes Sebastian Coe. Obwohl Coe und Ovett die dominierenden Mittelstreckler ihrer Zeit waren, trafen sie zwischen 1972 und 1989 nur in sieben Rennen, fünf davon bei internationalen Meisterschaften, aufeinander. In Grand-Prix-Rennen gingen sie sich aus dem Weg und beschränkten sich darauf, einander in Fernduellen die Weltrekorde und Weltjahresbestzeiten abzunehmen. Beide gehörten dem British Milers' Club an, der sich zum Ziel gesetzt hatte, das Niveau in den Mittelstrecken in Großbritannien hoch zu halten. Das Training Ovetts wurde besonders durch die Ideen Frank Horwills beeinflusst.
Bei den Olympischen Spielen 1980 in Moskau gewann Ovett die Goldmedaille über 800 Meter vor dem favorisierten Coe, während dieser die Goldmedaille auf Ovetts Spezialstrecke, den 1500 Metern, holte und Ovett hier auf den Bronzerang lief.
Zwischen 1980 und 1983 stellte Ovett fünf Weltrekorde über 1500 Meter und im Meilenlauf auf. Bei den Weltmeisterschaften 1983 in Helsinki wurde er Vierter über 1500 Meter.
Bei den Olympischen Spielen 1984 in Los Angeles belegte Ovett trotz schwerer, durch den Smog in Los Angeles ausgelöster asthmatischer Beschwerden den achten Platz über 800 Meter. Über 1500 Meter trat er zwar zum Endlauf an, musste aber das Rennen wegen der Atembeschwerden abbrechen.
Bei den Weltmeisterschaften 1987 in Rom startete er über 5000 Meter und wurde Zehnter. Danach ließ er seine sportliche Laufbahn langsam ausklingen.
Heute lebt Ovett mit seiner Familie in Australien und arbeitet als Leichtathletikkommentator des kanadischen Fernsehsenders CBC. Sein Bruder Nick Ovett startete bei zwei Olympischen Spielen im Rennrodeln.

## Persönliche Bestzeiten
- 800 m: 1:44,09 min, 31. August 1978, Prag
- 1000 m: 2:15,91 min, 6. September 1979, Koblenz
- 1500 m: 3:30,77 min, 4. September 1983, Rieti
- 1 Meile: 3:48,40 min, 26. August 1981, Koblenz
- 2000 m: 4:57,71 min, 7. Juli 1982, Oslo
- 3000 m: 7:41,3 min, 23. September 1977, Wattenscheid
- 5000 m: 13:20,06 min, 30. Juni 1986, Belfast
- 10-km-Straßenlauf: 28:16 min, 4. Dezember 1983, London